# Terry Date
Terry Date (31 de enero de 1956) es un productor discográfico estadounidense nacido en Lansing, Míchigan, especializado en discos de rock y metal, aunque ocasionalmente también ha producido algunos discos de jazz y de hip hop.

## Carrera
Date es conocido por trabajar con Deftones, Pantera y White Zombie. Wes Borland de Limp Bizkit dijo de él que era "el mejor ingeniero del mundo". Date ha colaborado en discos de Bring Me The Horizon, Soundgarden, Pantera, Loaded, Limp Bizkit, Deftones, White Zombie, Overkill, Slipknot, Dream Theater, The Smashing Pumpkins, Handsome y Snoop Dogg.